# Самотній (фільм, 2020)
Самотній  (англ. Solitary) — британський науково-фантастичний трилер 2020 року, написаний, режисований і продюсований Люком Армстронгом.

## Про фільм
Іссак прокидається у тюремній камері наодинці. Він не знає, де він і чому він там.
Згодом з'ясовується — його заарештували та визнали винним у невідомому йому злочині.
Ув'язнений відправлений у космос, щоб створити першу колонію на планеті, і що ще гірше — його сусідка по камері Алана прагне знищити все.
Їхня капсула відділяється від основного корабля, який вибухає. Щоб вижити, Гейвлок і Скілл повинні разом розібратися, що саме сталося. І, що більш важливо, як вони можуть повернутися додому.

## Знімались
| Актор          | Роль           |
| -------------- | -------------- |
| Джонні Сашшон  | Іссак          |
| Лотті Толгурст | Алана          |
| Майкл Кондрон  | Кен Бредлі     |
| Елліот Балчін  | Шкіряна куртка |